# Danganronpa Another Episode: Ultra Despair Girls
Danganronpa Another Episode: Ultra Despair Girls é um videogame de ação e aventura desenvolvido por Spike Chunsoft para o PlayStation Vita. O jogo é o primeiro spin-off da série Danganronpa de jogos visuais novel, ambientado entre os eventos de Danganronpa: Trigger Happy Havoc e Danganronpa 2: Goodbye Despair. O jogo foi lançado no Japão em 25 de setembro de 2014 e foi lançado pela NIS America na América do Norte em 1 de setembro de 2015, na Europa em 4 de setembro de 2015 e na Austrália em 10 de setembro de 2015. O jogo foi lançado para PlayStation 4 e Windows em todo o mundo em 2017.

## Jogabilidade
Ao contrário da jogabilidade do romance visual dos jogos anteriores, Ultra Despair Girls é um jogo de aventura em terceira pessoa com elementos de terror, no qual os jogadores controlam Komaru Naegi enquanto ela tenta sobreviver em uma cidade invadida por robôs Monokuma. Komaru está armada com uma Hacking Gun em forma de megafone que pode usar vários tipos de Truth Bullets, que são desbloqueados conforme o jogo avança. Usando a Hacking Gun, Komaru pode realizar várias ações, como atacar inimigos, controlá-los, ativar certas máquinas ou examinar o ambiente em busca de pistas ou itens ocultos.
Durante o curso do jogo, Komaru também é auxiliada pela personagem do primeiro jogo Toko Fukawa , que usa uma arma de choque para mudar para sua personalidade dividida, o serial killer Genocide Jack. Quando a arma de choque é carregada, os jogadores podem temporariamente assumir o controle de Jack, que pode atacar com uma tesoura afiada. Atacar inimigos preenche o indicador "Scissor Fever", permitindo que Jack execute ataques especiais para derrotar instantaneamente vários inimigos. Monocoins ganhos ao derrotar inimigos podem ser usados para comprar atualizações para a Hacking Gun de Komaru e a tesoura de Jack, e várias habilidades podem ser desbloqueadas e equipadas, como saúde estendida. O jogo apresenta três níveis de dificuldade, com dificuldades mais difíceis contendo menos munição e menos oportunidades de usar a ajuda de Jack.

## Enredo
O jogo ocorre meio ano após os eventos do primeiro jogo, antes dos eventos do segundo jogo. Komaru Naegi, a irmã mais nova do protagonista do primeiro jogo, Makoto Naegi , passou o ano passado trancada em um complexo de apartamentos em Towa City, sem saber dos eventos que aconteceram no mundo exterior. Ela é repentinamente forçada a fugir quando foi atacada por robôs Monokuma mortais e se depara com o membro da Fundação do Futuro Byakuya Togami, que dá a Komaru uma Hacking Gun especial que pode lutar contra os robôs e ordena que ela escape da cidade. No entanto, a fuga de Komaru falha e ela é capturada por um grupo de crianças do ensino fundamental conhecido como Guerreiros da Esperança, que buscam criar uma utopia para as crianças matando todos os adultos com seus robôs. Eles forçam Komaru a se juntar ao seu jogo "Caça ao Demônio" e a jogam na cidade, onde ela é salva pela maníaca homicida Genocider Jack , que logo volta a ser ela mesma, Toko Fukawa, um sobrevivente do jogo de matar da Hopes Peak High School. Toko agora pode controlar Jack com o uso de uma arma de choque. Descobrindo que Byakuya pode ter sido sequestrado pelos Guerreiros da Esperança, Toko concorda em se juntar a Komaru para encontrar Byakuya e escapar da cidade. Ao longo do caminho, eles encontram um grupo de resistência, comandado por Haiji Towa, e encontram um robô urso branco chamado Shirokuma.
Enquanto Komaru e Toko seguem em sua jornada, lutando contra os Guerreiros da Esperança e encontrando muito desespero ao longo do caminho, eles aprendem que os Guerreiros da Esperança estão em adoração a Junko Enoshima, o Desespero Supremo responsável por trazer o fim do mundo, e procurar criar um sucessor. Confrontando o líder do grupo, Monaca Towa , e derrotando seu conselheiro Kurokuma, Komaru tem a escolha de destruir o Controlador Monokuma, o que pararia todos os robôs, mas ao custo de sacrificar todas as crianças usando máscaras Monokuma Kid. Monaca então revela que seu objetivo é transformar Komaru no próximo Junko Enoshima, tentando coagi-la a destruir o controlador, supostamente revelando que seus pais foram pessoalmente mortos por ela. No entanto, Toko, tendo aprendido muito viajando com Komaru, dá um tapa nela e juntos eles superam o desespero para derrotar um mech fora de controle. Depois de resgatar Byakuya, Komaru e Toko decidem ficar em Towa City para ajudar quem precisa. Enquanto isso, como Monaca é inevitavelmente resgatada pelo Servo, que a encoraja a se tornar a próxima Junko , é revelado que Shirokuma e Kurokuma eram controlados por cópias da IA de Junko real, que manda Izuru Kamukura realizar a próxima parte do plano.
No entanto, se Komaru decidir destruir o controlador antes de descobrir seu verdadeiro propósito, o Bad Ending é acionado e todos os Monokuma Kids são mortos quando suas máscaras explodem. Komaru se torna o herói da resistência, mas ela se sente extremamente culpada pelo que fez.

## Desenvolvimento e lançamento
Com as duas entradas anteriores da série Danganronpa sendo jogos de aventura de romance visual, os membros de Spike Chunsoft queriam desenvolver um jogo spin-off que fosse mais voltado para a ação. Um dos proponentes de um jogo spin-off foi o escritor da série Kazutaka Kodaka, ele queria escrever uma história de dois personagens fugindo do desespero e sentiu que a maneira mais fácil de fazer isso era por meio de um jogo de ação que necessitava de movimento. Quando Spike Chunsoft deu luz verde à proposta, eles deixaram Kodaka ter rédea solta para escrever a narrativa de Danganronpa Another Episode: Ultra Despair Girls. Kodaka afirmou que passou a mesma quantidade de tempo escrevendo o diálogo e as histórias de fundo para os protagonistas (originalmente desenvolvido para Danganronpa: Trigger Happy Havoc ) como fez para os antagonistas. Um aspecto de Danganronpa Another Episode: Ultra Despair Girls que a equipe de desenvolvimento estava preocupada era se a mudança nos gêneros de jogabilidade alienaria jogadores que não eram bons em jogos de ação. Eles decidiram adicionar a mecânica de alternar entre os personagens, já que Genocider Jack tornaria o jogo significativamente mais fácil. 
Danganronpa Another Episode: Ultra Despair Girls foi anunciado em uma conferência de imprensa da Sony Computer Entertainment em setembro de 2013, onde o primeiro trailer do jogo foi mostrado; o trailer também provocou a terceira entrada da série . Foi então lançado no Japão em 25 de setembro de 2014. Para promover o jogo, Spike Chunsoft ofereceu vários bônus de pré-encomenda, incluindo papéis de parede digitais, mousepads, e um suporte para smartphone. Mercadoria adicional, como brinquedos de pelúcia Monokuma e uma braçadeira também foram oferecidos no Comiket.

## Outras mídias
O jogo recebeu duas adaptações de mangá. Um mangá de Machika Minami, intitulado Zettai Zetsubō Shōjo: Danganronpa Another Episode: Genocider Mode , começou a serialização em Kadokawa Shoten 's Dengeki Maoh revista a partir de Janeiro de 2015. O segundo mangá por Hajime Toya estreou em Kadokawa Shoten ' s Famitsu Comic Limpar revista em fevereiro 2015, e foi serializado até julho de 2017. Duas antologias de quadrinhos de vários artistas foram lançadas em 24 de janeiro de 2015 e 25 de maio de 2015, respectivamente.

## Recepção
Danganronpa Another Episode: Ultra Despair Girls recebeu críticas "mistas ou medianas" dos críticos. No Metacritic , que atribui uma classificação normalizada de 100 às resenhas de publicações convencionais, o jogo recebeu uma pontuação média de 72, com base em 35 resenhas. O jogo vendeu um total de 70.596 cópias no PlayStation Vita durante sua primeira semana à venda no Japão e foi o terceiro jogo mais vendido da semana. A versão PS4 vendeu um total de 1.810 cópias durante sua primeira semana à venda no Japão e não conseguiu alcançar as paradas de vendas.O lançamento da Steam tinha um total estimado de 32.000 jogadores em julho de 2018.